# Coragyps occidentalis
Coragyps occidentalis is een uitgestorven gier die in het Pleistoceen in Noord-Amerika leefde. De soort wordt ook wel beschouwd als een grote ondersoort van de hedendaagse zwarte gier.

## Fossiele vondst
Fossielen van Coragyps occidentalis zijn met name gevonden in de teerputten van Rancho La Brea in de Amerikaanse staat Californië. Deze teerputten hebben fossielen van meerdere soorten gieren en verwante teratornithiden opgeleverd. Naast Coragyps occidentalis  zijn ook de condors Breagyps clarki en Gymnogyps amplus, de gier Neophrontops americanus, en de teratornithiden Teratornis merriami en Cathartornis gracilis bekend uit Rancho La Brea. Fossielen van Coragyps occidentalis zijn verder gevonden in Nevada, New Mexico en noordwestelijke Mexicaanse staten Sonora, Chihuahua en Coahuila de Zaragoza. De jongste vondsten dateren van circa 8.000 jaar geleden.

## Kenmerken
Coragyps occidentalis had een bredere, plattere snavel dan de zwarte gier. Deze gier wordt ook wel beschouwd als een evolutionair continuüm van de zwarte gier met krimp door het einde van de laatste IJstijd. 